# Korinthkanalen
Korinthkanalen er en kanal, der forbinder Korinthbugten med den Saroniske Bugt i Ægæerhavet. Kanalen gennemskærer den smalle Korinthtange og skiller halvøen Peloponnes fra det græske hovedland, så Peloponnes dermed reelt bliver en ø. Kanalen er 6,3 kilometer lang og blev bygget mellem 1881 og 1893. 
Korintkanalen blev anset som et teknologisk gennembrud for sin tid. Den sparer den 400 kilometer lange rejse rundt om Peloponnes for mindre skibe, men da den kun er 21 meter bred, er den for smal for moderne fragtskibe. Kanalen bliver i dag hovedsagelig benyttet af turistskibe, og 11.000 skibe passerer gennem kanalen hvert år. Kanalen er otte meter dyb ved lavvande.
Allerede kejser Nero havde et projekt med at få gravet tangen igennem, men projektet blev ikke fuldført.
I begge kanalens ender fører kystvejen over kanalen på en sænkebro.
37°56′04″N 22°59′02″Ø / 37.93444°N 22.98389°Ø
- Wikimedia Commons har flere filer relateret til Korinthkanalen

| Vandsport/vandtransport | Spire Denne vandsports- eller vandtransportsartikel er en spire som bør udbygges. Du er velkommen til at hjælpe Wikipedia ved at udvide den. |